# Bentley with Arksey
Bentley with Arksey är en unparished area i Doncaster distrikt i South Yorkshire grevskap i England. Det inkluderar Almholme, Arksey, Bentley, Bentley Rise, New Village, Rostholme, Scawthorpe, Shaftholme, Stockbridge, Sunnyfields, Tilts och Toll Bar. Unparished area har 20 545 invånare (2001). Fram till 1974 var det ett separat distrikt.